# Anatole France
Pour les articles homonymes, voir Thibault et France (homonymie).
Anatole France, pour l'état civil François Anatole Thibault, né le 16 avril 1844 à Paris et mort le 12 octobre 1924 à Saint-Cyr-sur-Loire (Indre-et-Loire), est un écrivain français. Il est considéré comme l’un des plus grands de l'époque de la Troisième République, dont il a également été un des plus importants critiques littéraires.
Il devient une des consciences les plus significatives de son temps en s’engageant en faveur de nombreuses causes sociales et politiques du début du XXe siècle.
Il reçoit le prix Nobel de littérature pour l’ensemble de son œuvre en 1921.

## Biographie

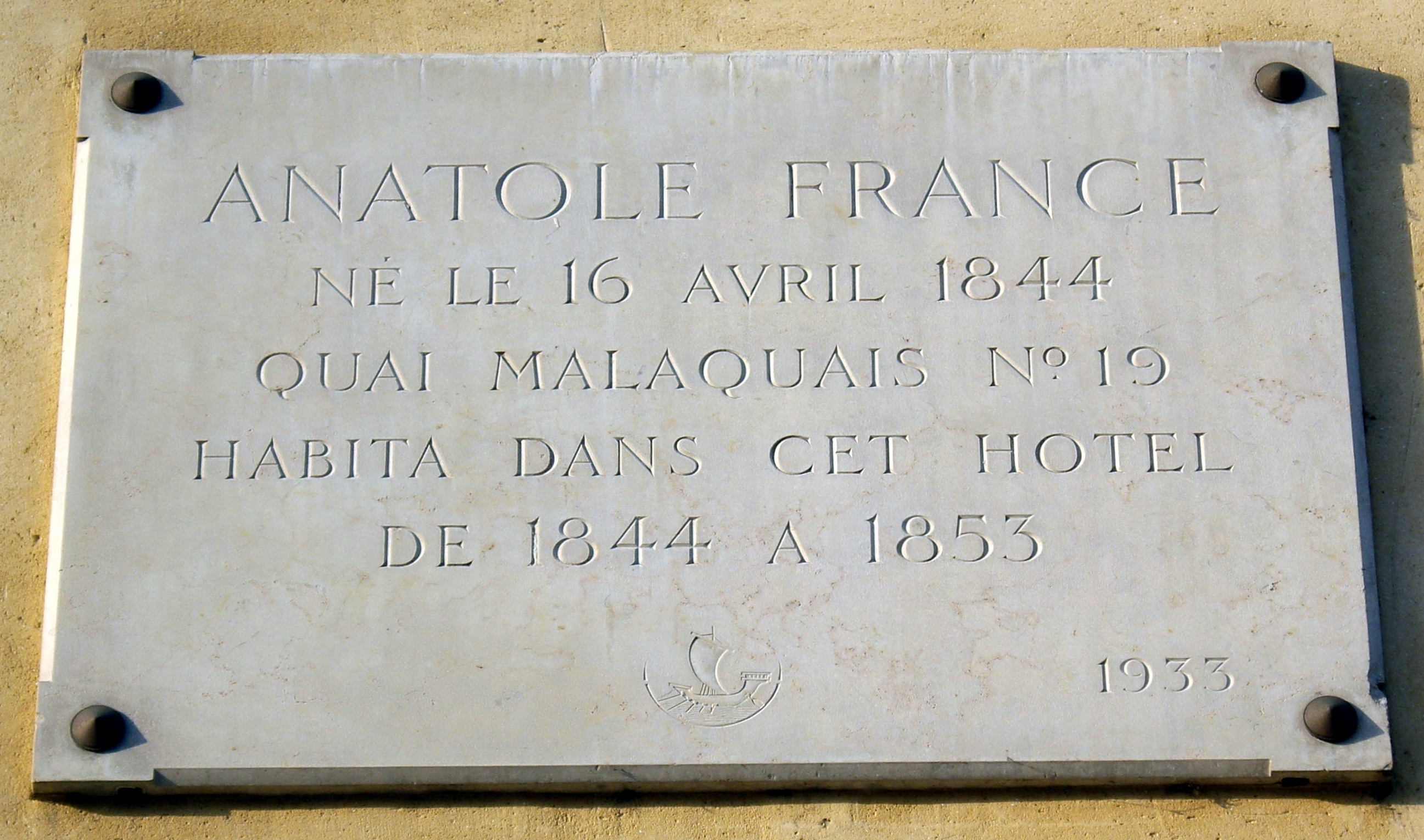
Plaque au no 15 quai Malaquais.

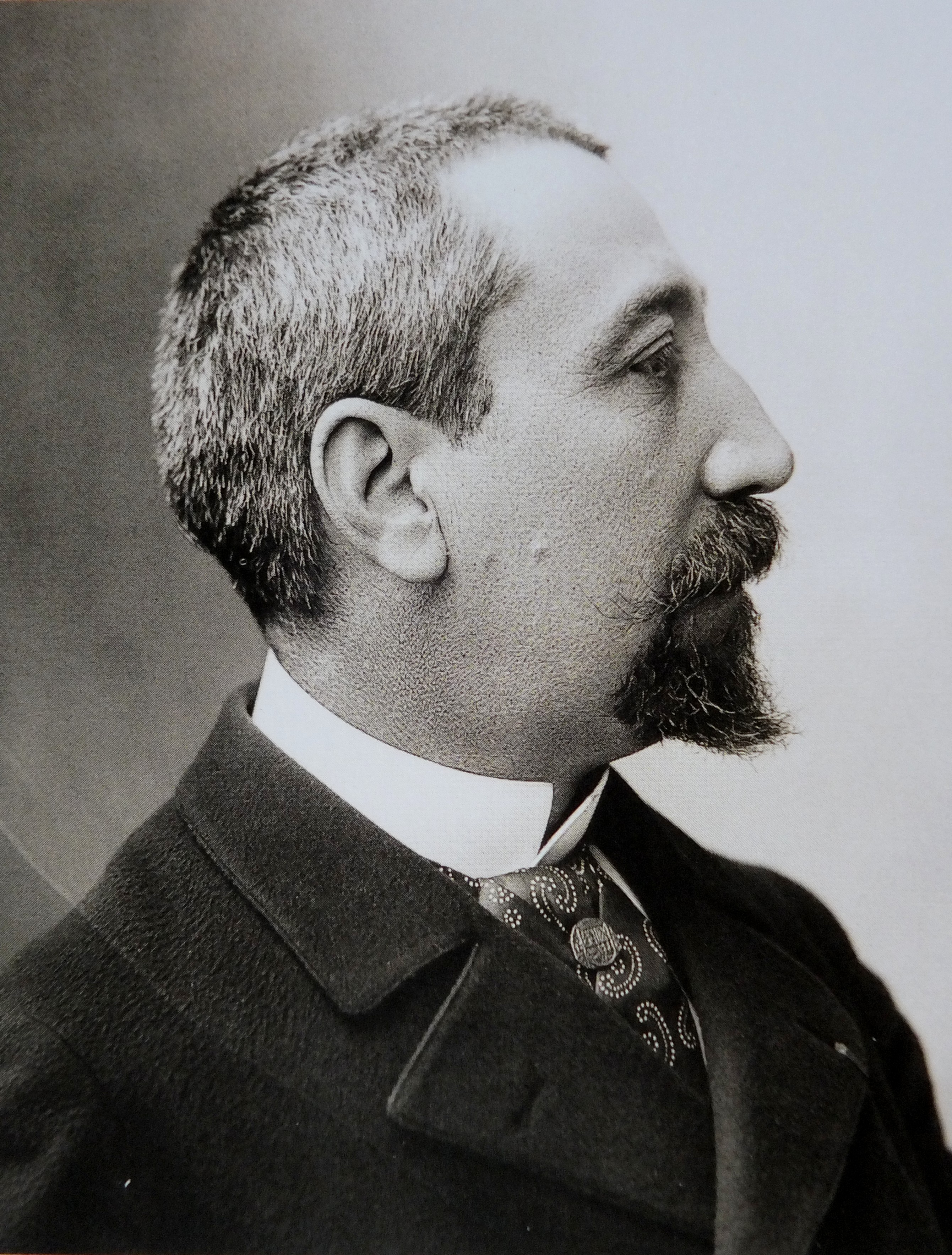
Anatole France photographié en 1893 par Paul Nadar.

### Famille
Anatole France naît en 1844 à Paris, 19 quai Malaquais.
Son père, François Noël Thibault, dit Noël France, né le 4 nivôse an XIV (25 décembre 1805) à Luigné (canton de Thouarcé) dans une famille de cordonniers pauvre — il reste analphabète jusqu'à vingt ans —, quitte son village en 1825 pour entrer dans l'armée. Sous-officier légitimiste, il démissionne au lendemain de la révolution de 1830. Il se marie, le 29 février 1840, avec Antoinette Gallas à la mairie du 4e arrondissement de Paris. Employé dans la maison Techener, il se trouve en 1838 à la tête d'une librairie historique d'ouvrages, journaux, caricatures, autographes… relatifs à la Révolution que cette maison vient de créer, place de l'Oratoire-du-Louvre, no 4. En 1839 ou 1840, il devient propriétaire de cet établissement rebaptisé Librairie politique ancienne et moderne de France-Thibault et transféré dans l'immeuble voisin (no 6).
Il tient ensuite sa librairie successivement au no 9 de la rue de Seine (1841), puis au no 19 du quai Malaquais (1842) qu'il quitte, deux mois et demi après la naissance d'Anatole, pour le no 15 du quai Malaquais (1844). D’abord nommée Librairie France-Thibault, puis France tout court, spécialisée dans les ouvrages et documents sur la Révolution française, l'établissement est fréquenté par de nombreux écrivains et érudits, comme les frères Goncourt . Noël France s'installera, en 1853, quai Voltaire (no 9) et y restera jusqu'à la vente de son fonds en 1866.

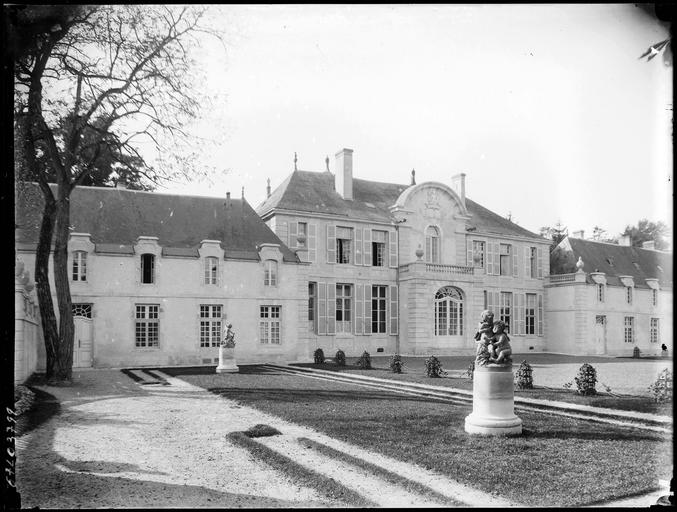
Le château d'Houville-la-Branche en 1900-1920 par Gustave William Lemaire.

Par sa mère, Antoinette Gallas, Anatole est issu d'une famille de meuniers de Chartres, les Gallas. 
Élevé dans la bibliothèque paternelle, Anatole en garde le goût des livres et de l’érudition, ainsi qu’une connaissance intime de la période révolutionnaire, arrière-plan de plusieurs de ses romans et nouvelles, dont Les dieux ont soif, qui est considéré comme son chef-d’œuvre. De 1844 à 1853, la famille loue un appartement de quatre pièces au premier étage d'une maison située dans la première cour de l'hôtel particulier du 15 quai Malaquais,.
Anatole France se marie en 1877 avec Valérie Guérin de Sauville, petite-fille de Jean-Urbain Guérin, un miniaturiste de Louis XVI, dont il a une fille, Suzanne (1881-1918). Cette dernière épousa en 1901 le capitaine Henri Mollin, officier d'ordonnance du général André et protagoniste de la retentissante Affaire des Fiches, puis Michel Psichari (1887-1917), petit-fils d'Ernest Renan. Anatole France confie souvent sa fille Suzanne, durant son enfance, à Mme de Martel (qui écrit sous le nom de Gyp), restée proche à la fois de lui-même et de Mme France. Anatole France fut par ailleurs propriétaire du château d'Houville-la-Branche, situé à environ 12 km à l'est de Chartres.

### Etudes
De 1853 à 1862, France fait ses études à l’institution Sainte-Marie et au collège Stanislas. Il souffre d’être pauvre dans un milieu riche mais il est remarqué pour ses compositions, dont La Légende de sainte Radegonde, qui sera éditée par la librairie France et publiée en revue. Il obtient son baccalauréat le 5 novembre 1864.
À partir du début des années 1860, il travaille pour diverses libraires et revues, mais refuse de prendre la suite de son père, qui juge très négativement les « barbouillages » de son fils.

### Vie sentimentale
Les relations de France avec les femmes sont difficiles. Ainsi a-t-il, dans les années 1860, nourri un amour vain pour Elisa Rauline, puis pour Élise Devoyod.
En 1888, il engage une liaison avec Léontine Arman de Caillavet, qui tient un célèbre salon littéraire de la Troisième République, de qui il dira "sans elle, je ne ferais pas de livres" (journal de l'abbé Mugnier). Cette liaison dure jusqu’à la mort de celle-ci, en 1910, peu après une tentative de suicide à cause d'une autre liaison de France avec une actrice connue pendant un voyage en Amérique du Sud.
Mme Arman de Caillavet lui inspire Thaïs (1890) et Le Lys rouge (1894). Après une ultime dispute avec son épouse, qui ne supporte pas cette liaison, France quitte le domicile conjugal de la rue Chalgrin, un matin de juin 1892, et envoie une lettre de séparation à son épouse. Le divorce est prononcé à ses torts et dépens, le 2 août 1893.
Par la suite, France a de nombreuses liaisons, comme celle avec Mme Gagey, qui se suicide en 1911.

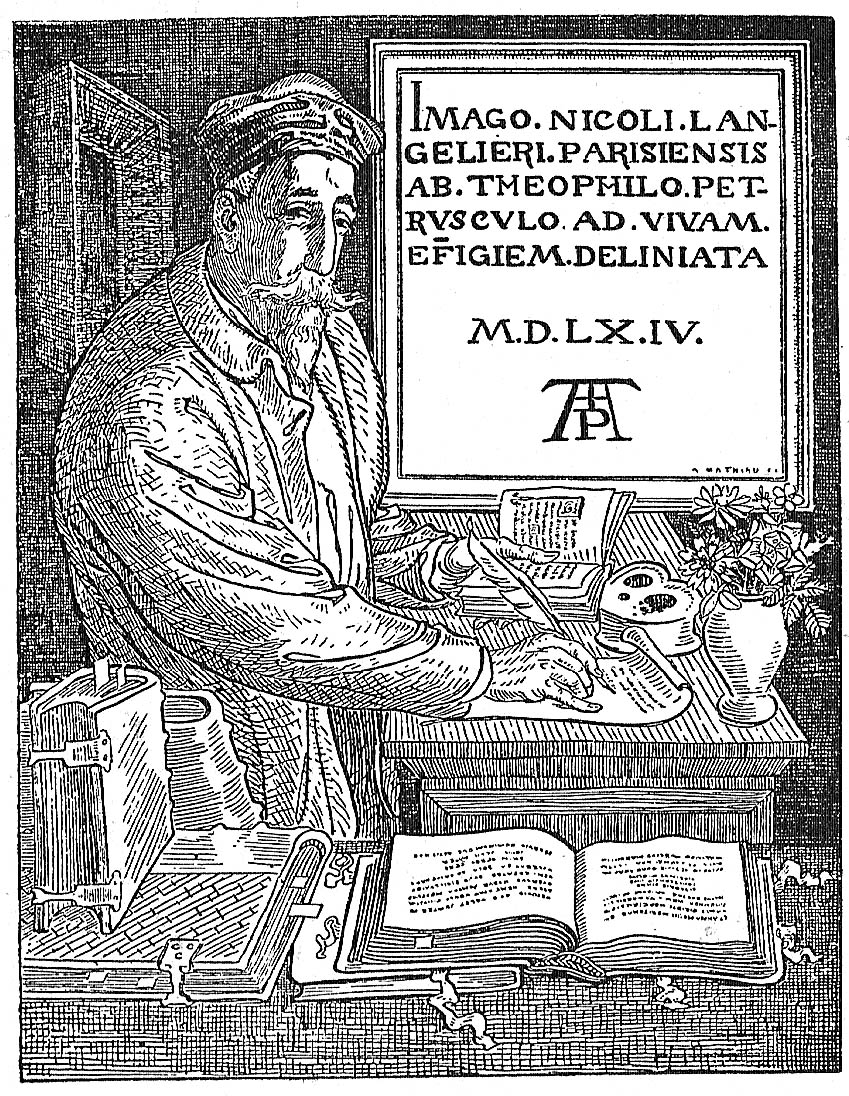
Portrait par Steinlen.

En 1909, il part pour l'Amérique du Sud faire une tournée de conférences sur Rabelais. S'éloignant de Mme de Caillavet, il a une liaison avec la comédienne Jeanne Brindeau, en tournée elle aussi avec des acteurs français. Les conférences sur Rabelais sont remplacées, au cours du voyage qui le mène à Lisbonne, Recife, Rio de Janeiro, Montevideo et Buenos Aires, par des conférences sur ses propres œuvres et sur la littérature contemporaine.

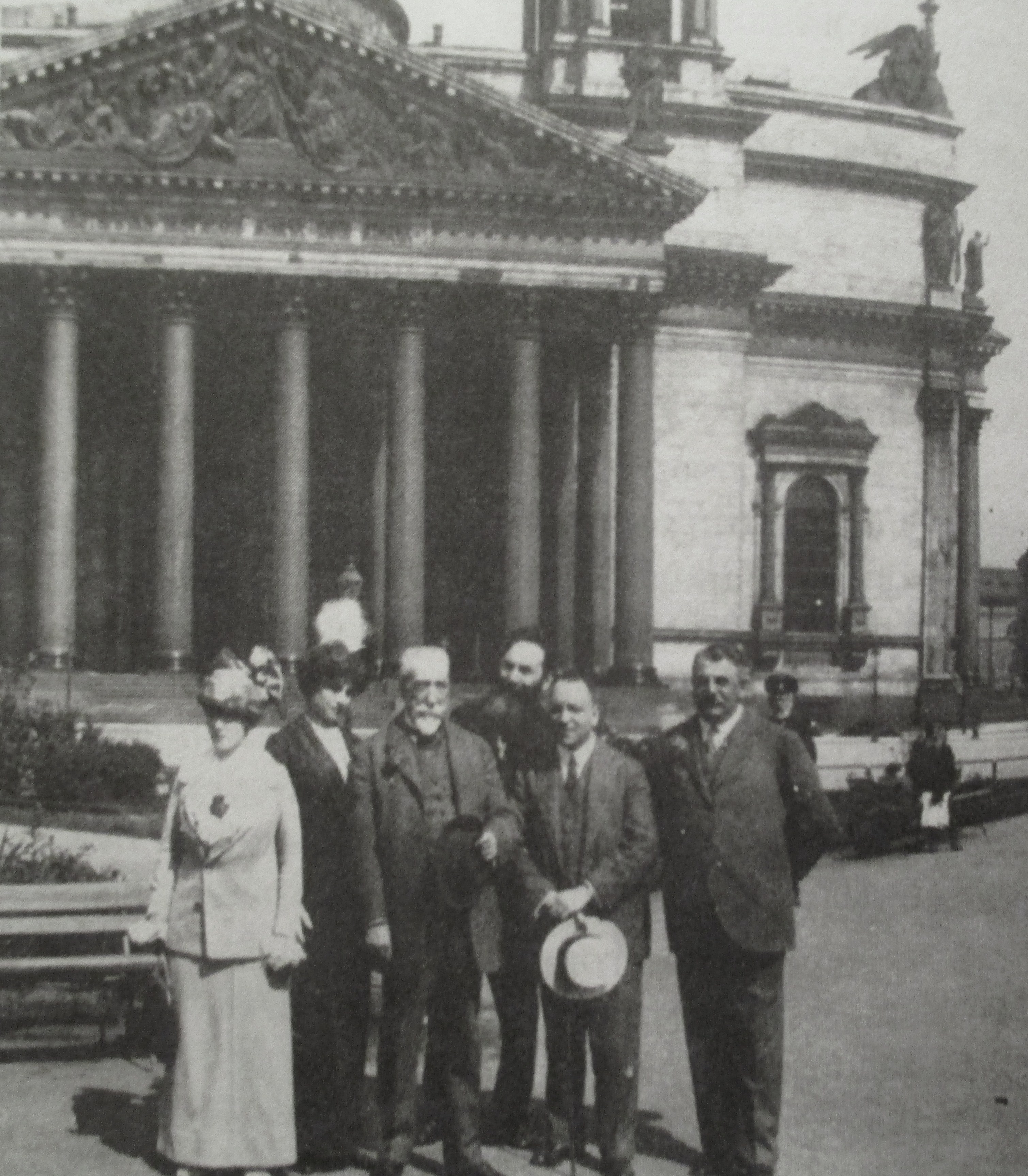
Anatole France devant la cathédrale Saint-Isaac de Saint-Pétersbourg.

De retour à Paris, le lien avec Léontine, qui a beaucoup souffert de cet éloignement, se reforme tant bien que mal, mais celle-ci meurt en janvier 1910, sans lui avoir réellement pardonné. En 1913, il voyage en Russie.
En 1920 il se marie à Saint-Cyr-sur-Loire, où il s'était installé en 1914, avec sa compagne Emma Laprévotte (1871-1930), ancienne femme de chambre de Léontine Arman de Caillavet, afin qu'elle veille sur son petit-fils Lucien Psichari, orphelin de mère.

### Carrière littéraire
Sa carrière littéraire commence par la poésie ; amoureux de l’actrice Élise Devoyod, il lui dédie quelques poèmes, mais elle le repousse en 1866.
Il est disciple de Leconte de Lisle, avec qui il travaille quelque temps comme bibliothécaire au Sénat.
En janvier 1867, il écrit une apologie de la liberté amoureuse sous forme d'un éloge du Lyon Amoureux de Ponsard, et la même année il devient membre du groupe du Parnasse. En 1875, il intègre le comité chargé de préparer le troisième recueil du Parnasse contemporain.

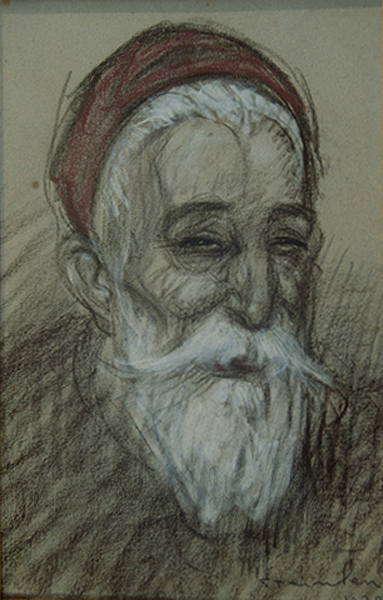
Anatole France par Théophile Alexandre Steinlen.

En 1876, il publie Les Noces corinthiennes chez Lemerre, éditeur pour lequel il rédige de nombreuses préfaces à des classiques (Molière par exemple) ainsi que pour Charavay ; certaines de ces préfaces seront réunies dans Le Génie Latin.
La même année, il devient commis-surveillant à la Bibliothèque du Sénat, poste qu'il conserve jusqu'à sa démission, le 1er février 1890.

#### Le romancier
France s’oriente tardivement vers le roman et connaît son premier succès public à 37 ans, en 1881, avec Le Crime de Sylvestre Bonnard, couronné du prix Montyon par l’Académie française en 1882. L'œuvre est remarquée pour son style optimiste et parfois féerique, tranchant avec le naturalisme qui règne alors. L’Académie française lui décerne également le prix Vitet en 1889.
Il devient en 1887 critique littéraire du prestigieux Temps.
Le 23 janvier 1896, il est élu, dès le premier tour, avec 21 voix sur 34 présents, à l’Académie française au fauteuil 38, où il succède à Ferdinand de Lesseps. Il y est reçu le 24 décembre 1896.

### Un écrivain engagé
Anatole France étant bibliothécaire au Sénat lors de la montée du boulangisme, début 1888, il ne peut montrer de sympathie pour l'opposition, et écrit d'abord contre ce mouvement. Au printemps 1888, il évolue et, trouvant dans le boulangisme un écho de son antiparlementarisme, écrit en mai dans L'Union un article favorable au général Boulanger. Il rencontre celui-ci à l'automne puis célèbre son élection de janvier 1889 comme député de Paris, avant de rompre avec lui dès sa fuite fin mars devant les menaces d'arrestation qui pèsent sur lui.
Devenu un écrivain reconnu, influent et riche, France s’engage en faveur de nombreuses causes. 
Il rejoint Émile Zola, avec qui il s’est réconcilié au début des années 1890, lors de l'affaire Dreyfus.

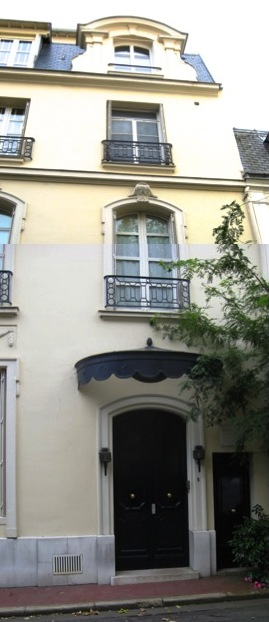
La maison d'Anatole France, 5 villa Saïd, Paris. 1894-1924.

Après avoir refusé de se prononcer sur la culpabilité d'Alfred Dreyfus (ce qui le classe parmi les « révisionnistes ») dans un entretien accordé à L'Aurore le 23 novembre 1897, il est l'un des deux premiers avec Zola, et quasiment le seul de l’Académie française, à signer, au lendemain de la publication de J'accuse, en janvier 1898, la première pétition dite « des intellectuels » demandant la révision du procès. Il dépose, le 19 février 1898, comme témoin de moralité lors du procès Zola. En juillet 1898, il rend sa Légion d'honneur après que l'on a retiré celle d'Émile Zola. Il quitte L'Écho de Paris, antirévisionniste, en février 1899, et rejoint le 5 juillet suivant Le Figaro, conservateur et catholique, mais dreyfusard. Il prononce un discours lors des obsèques de l'écrivain, le 5 octobre 1902),
Il aurait servi de modèle, avec Paul Bourget, à Proust, pour le personnage d'homme de lettres Bergotte dans À la recherche du temps perdu.
De février 1900 à 1916, il refuse de siéger à l'Académie française. Il participe à la fondation de la Ligue des droits de l'Homme, dont il rejoint le Comité central en décembre 1904, après la démission de Joseph Reinach, scandalisé par l'affaire des fiches. Son engagement dreyfusard se retrouve dans les quatre tomes de son Histoire contemporaine (1897 - 1901), chronique des mesquineries et des ridicules d’une préfecture de province au temps de l’Affaire. C’est dans cette œuvre qu’il forge les termes xénophobe et trublion.

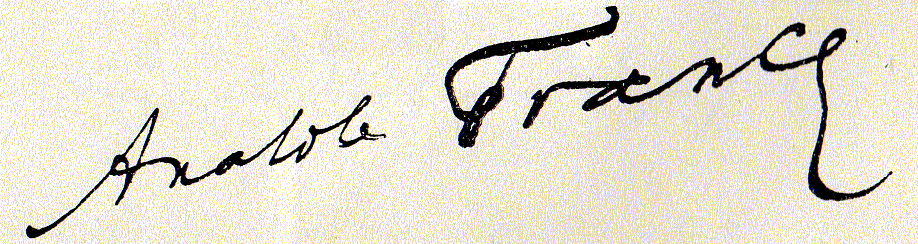
Signature d'Anatole France.

Devenu un proche de Jean Jaurès, il préside, le 27 novembre 1904, une manifestation du Parti socialiste français au Trocadéro et prononce un discours. France s’engage pour la séparation des Églises et de l'État, pour les droits syndicaux, et contre les bagnes militaires. Il collabore, dès sa création, à L'Humanité, en publiant Sur la pierre blanche dans les premiers numéros. Proche de la SFIO, il sera, plus tard, critique envers le PCF. S’il écrit un Salut aux Soviets, dans L'Humanité de novembre 1922, il proteste contre les premiers procès faits aux socialistes révolutionnaires en envoyant un télégramme dès le 17 mars 1918.
Le 30 janvier 1906, lors d'une réunion anticoloniale, il proteste fortement contre la « barbarie coloniale ». Il fonde avec Pierre Mille et Félicien Challaye en 1908 la Ligue française pour la défense des indigènes dans le bassin conventionnel du Congo. 
Au début de la Première Guerre mondiale, France écrit des textes guerriers et patriotes, qu’il regrettera par la suite. Il y dénonce la folie guerrière voulue par le système capitaliste dans le contexte de l'Union sacrée en déclarant : « On croit mourir pour la patrie, on meurt pour des industriels », mais milite en faveur d’une paix d’amitié entre Français et Allemands, ce qui suscitera l’indignation et l’hostilité, et lui vaudra des lettres d’insultes et des menaces de mort. Il prend position en 1919 contre le traité de Versailles, dénonçant même dans son discours du Nobel « le prolongement de la guerre », signant la protestation du groupe Clarté intitulée « Contre la paix injuste », et publiée dans L'Humanité, le 22 juillet 1919.

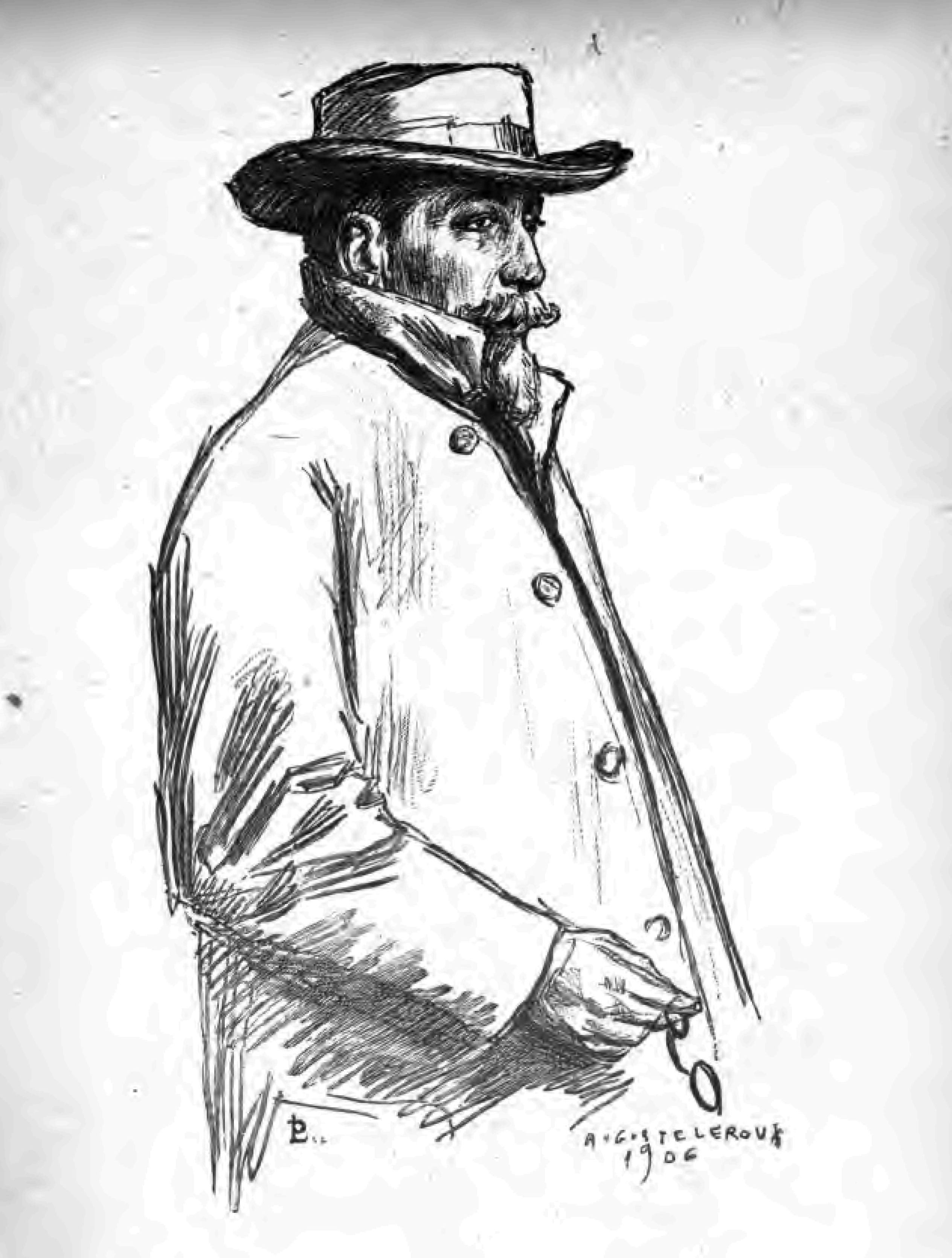
Anatole France par Auguste Leroux en 1906.

En 1916, il tient plusieurs discours dénonçant le génocide arménien et soutient Archag Tchobanian.
À partir de décembre 1922, il est exclu de toute collaboration aux journaux communistes. France, tout en adhérant aux idées socialistes, s’est ainsi tenu à l’écart des partis politiques, ce dont témoignent ses romans pessimistes sur la nature humaine, tels que L’Île des Pingouins et surtout Les dieux ont soif (publié en 1912) qui, à cause de sa critique du climat de Terreur des idéaux utopistes, est mal reçu par la gauche.

### Hommages et distinctions

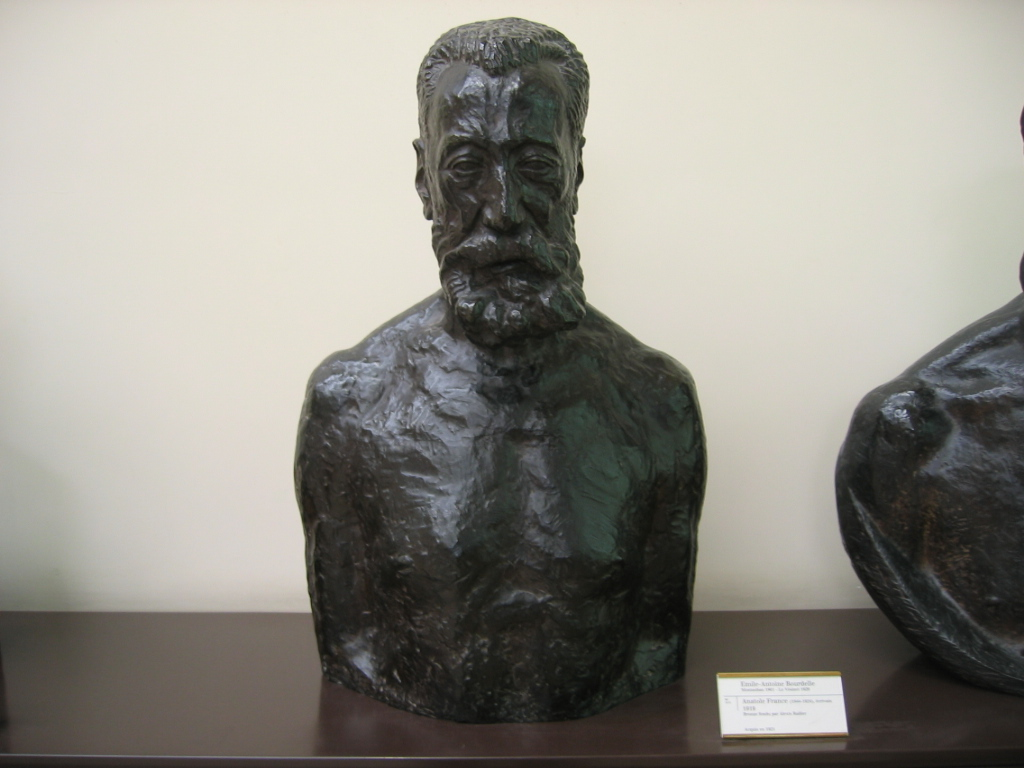
Anatole France en 1919 par le sculpteur Antoine Bourdelle au musée d'Orsay de Paris.

Anatole France est lauréat, en 1921, du prix Nobel de littérature pour l’ensemble de son œuvre, et le reçoit à Stockholm le 10 décembre.
En 1922 l’ensemble de ses œuvres (opera omnia) fait l’objet d’une condamnation papale (décret de la Congrégation du Saint-Office du 31 mai 1922).
Pour son 80e anniversaire, au lendemain de la victoire du Cartel des gauches, il assiste à une manifestation publique donnée en son honneur, le 24 mai 1924, au palais du Trocadéro.
Il meurt le 12 octobre 1924 à La Béchellerie, commune de Saint-Cyr-sur-Loire. À l'annonce de sa mort, le président de la Chambre des députés Paul Painlevé déclare : « Le niveau de l'intelligence humaine a baissé cette nuit-là. »
Selon certains (Marcel Le Goff, 1924 ; André Bourin, 1992), France aurait souhaité être inhumé dans le petit cimetière de Saint-Cyr-sur-Loire, pour d'autres (Michel Corday, 1928), le sachant souvent inondé l'hiver, il aurait préféré rejoindre la sépulture de ses parents au cimetière de Neuilly-sur-Seine.
Son corps, embaumé le 14 octobre, est transféré à Paris pour des obsèques quasi-nationales et exposé villa Saïd (son domicile depuis son divorce en 1893), où le président du Conseil, Édouard Herriot, puis le président de la République, Gaston Doumergue, viennent lui rendre hommage dans l'après-midi du 17 octobre.
Dans son dernier testament daté du 17 mars 1923 France répartit ses biens entre son épouse Emma et son petit-fils Lucien Psichari, la première héritant de la villa Saïd, le second de La Béchellerie. En contradiction avec ses dispositions testamentaires, des obsèques officielles ont lieu à Paris le 18 octobre, et il est inhumé au cimetière ancien de Neuilly-sur-Seine auprès de ses parents.

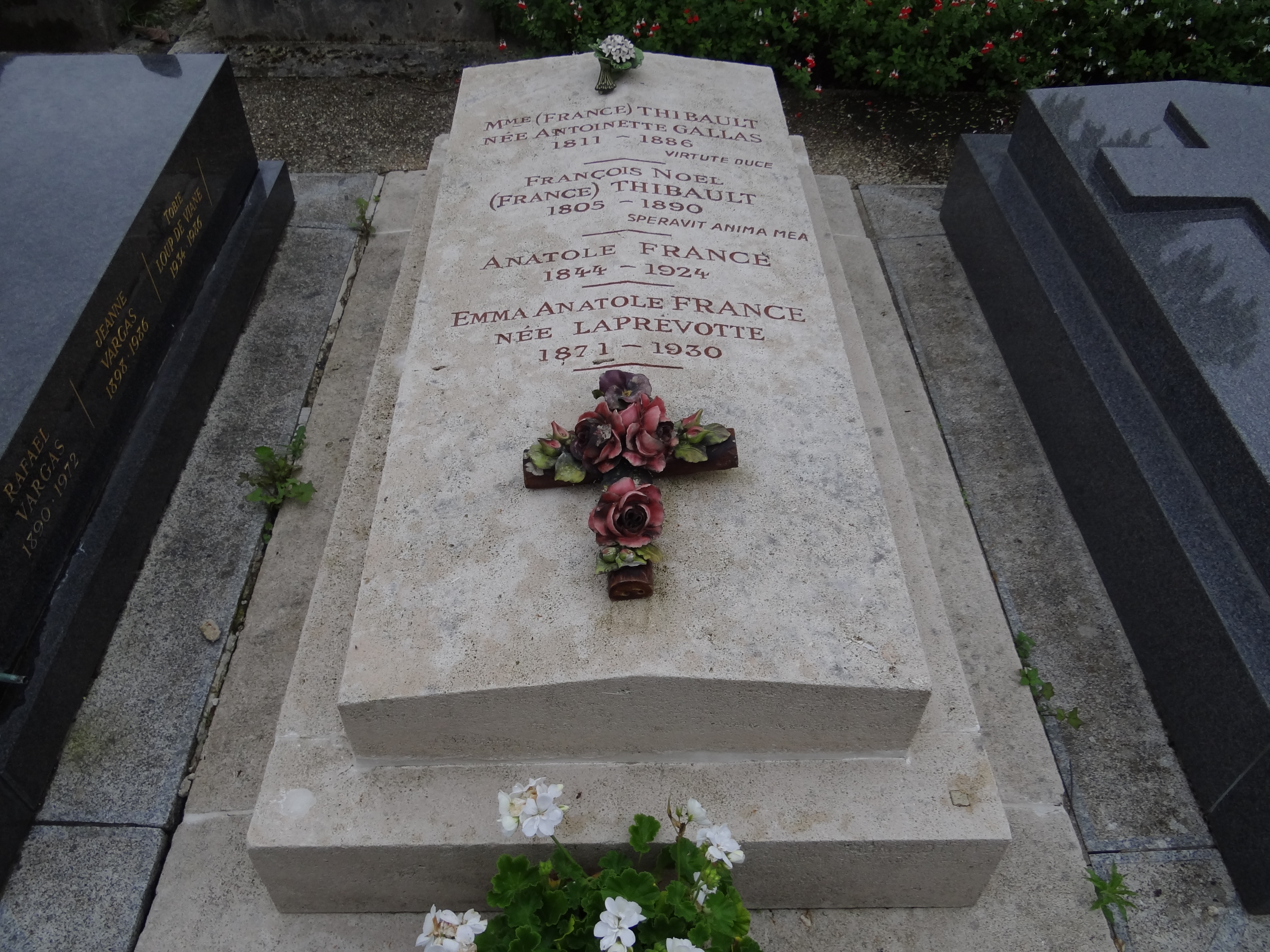
Sépulture d'Anatole France au cimetière ancien de Neuilly-sur-Seine, division 1, alignement 320, tombe 8.

Sa tombe, abandonnée et en piteux état, fut sauvée en 2000, par l'historien Frédéric de Berthier de Grandry, résidant alors à Neuilly-sur-Seine. Cette procédure de sauvegarde sauve également la chapelle funéraire de Pierre Puvis de Chavannes, le peintre du Panthéon de Paris.
Le 19 novembre 1925, l'Académie française élit au fauteuil d'Anatole France, après quatre tours de scrutin, Paul Valéry, qui, reçu dix-neuf mois plus tard, ne prononce pas une seule fois, contrairement à l'usage, le nom de son prédécesseur dans l'éloge qu'il doit prononcer et le qualifie de « liseur infini ».
En 1934, le sculpteur François Sicard réalise une statue d'Anatole France qui orne le jardin de la préfecture d'Indre-et-Loire à Tours.

## Collectionneur d'art et bibliophile
« […] Les sculptures antiques le ravissaient. Bien des fragments précieux ornent les murailles de la Béchellerie […] Son cabinet de travail de la villa Said était tout éclairé par un marbre, un torse de femme, acheté avec le comte Primoli en Italie dans un antre où l'on fabriquait de faux Botticelli […] Il avait collectionné des anges et des saints en bois sculpté, qu'il nommait plaisamment « ses bondieuseries » […] Mais il était très sévère sur l'authenticité du moindre objet […]. Il connaissait tous les émois, toutes les alertes, de la chasse aux occasions. Je l'ai vu battre pas à pas le marché à la ferraille, sur les quais de Tours, soutenu par l'espoir de dénicher le gibier rare […] les livres anciens le passionnaient tout particulièrement. Il sortait même de sa modestie ordinaire et il étalait complaisamment les signes originaux de ses livres rares. Il abondait toujours en anecdotes sur les amateurs « toujours, à dessein, vêtus comme des mendigots » et sur les antiquaires. Ce goût des rares et vieilles choses, il l'appliquait à l'aménagement de son logis […] son occupation préférée. Il surveillait de très près la pose des meubles et des tableaux, traquait la moindre hérésie […] accrochait lui-même des gravures, de menus médaillons ».
Selon son ami et biographe Michel Corday, craignant les conséquences du climat humide de sa maison tourangelle pour ses meubles et objets d'art — et livres anciens et rares, selon l'éditrice Claude Arthaud (les Maisons du Génie, Arthaud, 1967, p. 150 à 169, ill.) — il fit transporter les plus précieux villa Saïd, maison qui échut ensuite à sa veuve.
« C'était l'antre de l'honnête homme 1900 qui se voue aux lettres et à l'amour […]. Quand il rentrait dans la maison, c'était pour y déplacer des statues, trouver de nouvelles places à de nouveaux objets récemment acquis. Il n'aimait guère ceux du XIXe siècle et disait volontiers : « Cela, c'est de la basse époque ». Il était de cette génération qui croit au style plus qu'à l'objet lui-même […] La Béchellerie est devenue le garde-meubles des styles de haute époque » (Arthaud, op. cit.).
Rien de tout ce qui appartint à un écrivain quasiment vénéré de son vivant n'a subsisté dans sa dernière demeure en partie du fait que son petit-fils, devenu employé subalterne de la maison Calmann-Lévy — éditeur de son grand'père — le dispersa discrètement peu à peu par l'intermédiaire de l'Hôtel des Ventes de Vendôme, alors que les « maisons d'écrivains » n'étaient pas intégrées au patrimoine littéraire national. Quant au corps de bibliothèque qui abrita les éditions princeps de Rabelais, Racine et Voltaire collectionnées avec passion par France, il tomba en morceaux dans les mains du menuisier venu pour le récupérer (témoignage oral de Mme D., Saint-Cyr-sur-Loire, 23 septembre 2014)…
Publiant des photographies de la propriété dont le bureau et la bibliothèque encore meublées vers 1967, Arthaud évoquait « la cour d'honneur, ses vases de fonte pleins de fleurs, sa statue de femme, et si rien n'est plus étonnant et curieux que le capharnaum bavarois de la chambre d'amis […] rien n'est plus triste que cette chambre où sont restées encore à demi-fondues dans leurs chandeliers les bougies qui servirent à veiller l'écrivain durant sa longue agonie » (op. cit.).
« J'avais, comme tous les bibliophiles, un Enfer composé de volumes illustrés de gravures scabreuses. Eh bien, il ne m'en reste pas un seul. On m'a tout pris. » (France à M. Corday).
Plusieurs ouvrages de France dont un exemplaire d'épreuves de l'Anneau d'améthyste (1899) corrigé et portant un envoi à Lucien Guitry, ainsi que d'autres offerts au comédien ou à son fils Sacha, figurèrent dans la vente publique de la bibliothèque de celui-ci à Paris le 25 mars 1976 (nos 149 à 154 du catalogue — arch pers.).
D'autres figurèrent dans les catalogues 63, 65 et 75 du libraire Pierre Bérès, et une importante série d'ouvrages comprenant des exemplaires uniques — certains ayant appartenu à Mme de Caillavet — et enrichis d'envois, et de lettres dont 53 adressées à son égérie de 1888 à 1890, figura dans la bibliothèque littéraire de Charles Hayoit (nos 407 à 439 du catalogue de la vente publique par Sotheby's-Poulain-Le Fur des 29 et 30 novembre 2001).
Par ailleurs, certains exemplaires d'éditions originales de Voltaire portant le cachet de sa propriété tourangelle furent vendus par Sotheby's à Monaco les 13 et 14 avril 1986.
La Bibliothèque historique de la ville de Paris possède un fonds Anatole France composé de manuscrits de ses œuvres, de correspondances ainsi que de tous les livres de sa bibliothèque personnelle, qui a été enrichi par dons et par acquisitions au cours du XXe siècle.

## Regards sur l’œuvre

### Thèmes et style

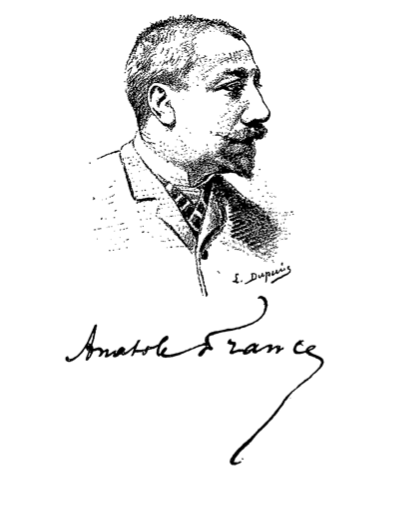
Anatole France (illustration dans La Plume, 1891).

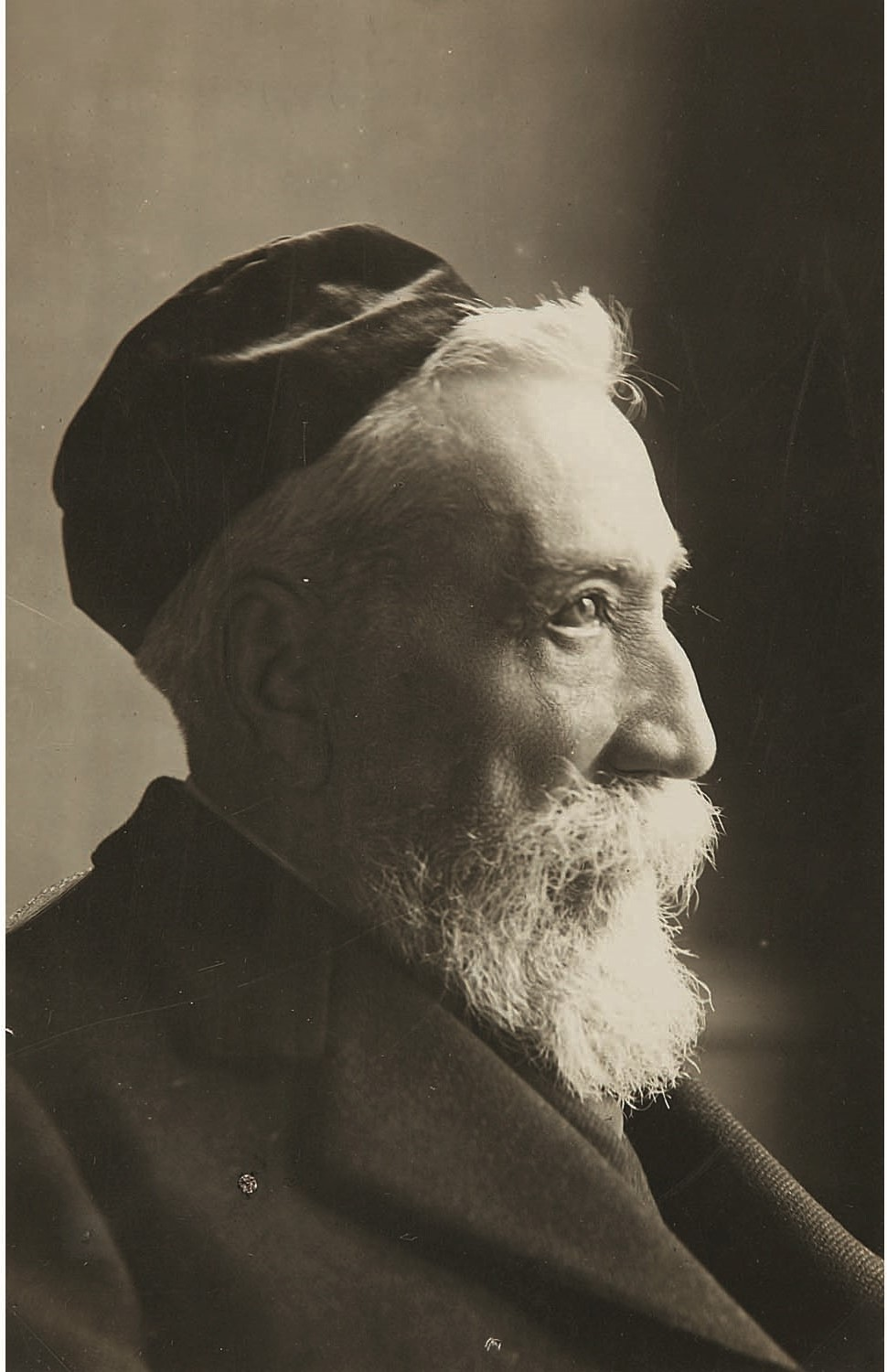
Anatole France photographié par Henri Manuel.

Les principaux thèmes de son œuvre en prose émergent du recueil Balthasar et du roman plusieurs fois remanié Le Crime de Sylvestre Bonnard. Marie-Claire Bancquart signale entre autres le personnage de l’érudit sensible, ridicule ou aimable, qui a sa vie derrière lui, la bibliothèque (qui possède une présence charnelle), l’action et la justice. Ces thèmes sont particulièrement exposés dans des discours ou des conversations par des personnages tels que Sylvestre Bonnard, Jérôme Coignard et M. Bergeret. Le style de France, souvent qualifié de classique, se caractérise par une ironie amusée, parfois douce et aimable, parfois noire et cruelle, qui exprime son scepticisme foncier à l’égard de la nature humaine, de ses aspirations et de la connaissance, en particulier l’histoire.
Paul Valéry hérite du siège d’Anatole France à l’Académie française en juin 1927. Dans son discours de réception, il note que grâce à l’œuvre de son prédécesseur « l’aisance, la clarté, la simplicité revenaient sur la terre » en offrant « un contraste rafraîchissant […] avec les styles éclatants ou fort complexes qui s’élaboraient de toutes parts. » Il ajoute qu’il ne faut cependant pas oublier l’auteur « sceptique et satirique », « l’esprit érudit et ingénieux » dont l’« immense culture » lui permettait de mettre en perspective les faits sociaux et culturels de son temps.
De fait, l’œuvre de France tranche tant avec les courants littéraires de son temps (naturalisme) qu’avec la politique française en matière d’éducation après la guerre franco-allemande de 1870. Contre l’éducation exclusivement scientifique prônée par Jean Macé ou Louis Figuier, il valorise la force réelle de l’imagination :

« Fermez-moi ce livre, mademoiselle Jeanne, laissez là, s’il vous plaît, « l’Oiseau bleu, couleur du temps » que vous trouvez si aimable et qui vous fait pleurer, et étudiez vite l’éthérisation. Il serait beau qu’à sept ans vous n’eussiez pas encore une opinion faite sur la puissance anesthésique du protoxyde d’azote ! » M. Louis Figuier a découvert que les fées sont des êtres imaginaires. C’est pourquoi il ne peut souffrir qu’on parle d’elles aux enfants. Il leur parle du guano, qui n’a rien d’imaginaire. — Eh bien, docteur, les fées existent précisément parce qu’elles sont imaginaires. Elles existent dans les imaginations naïves et fraîches, naturellement ouvertes à la poésie toujours jeune des traditions populaires. »

— Anatole France
Il refuse le réalisme de Zola, qu’il juge brutal, et, à l’esprit scientifique en littérature, il oppose des écrivains comme Dickens et Sand, car, pour lui :

« L’artiste qui ne voit les choses qu’en laid n’a pas su les voir dans leurs rapports, avec leurs harmonies [...]. »

Toutefois, son attitude à l'égard de Zola évolue au début des années 1890 avec La Bête humaine, L'Argent et La Débâcle, auxquels il consacre des articles élogieux.
Ses œuvres comportent donc de nombreux éléments féeriques et souvent proches du fantastique.
C’est dans le même esprit qu’il aborde l’histoire, se défiant des prétentions scientistes, non pour réduire cette discipline à une fable, mais pour souligner les incertitudes qui lui sont inhérentes. L’histoire est un thème qui revient souvent dans ses œuvres. Le style qu’il utilise pour en parler est caractéristique de l’ironie et de l’humour franciens :

« Si je confesse aujourd'hui mon erreur, si j'avoue l’enthousiasme inconcevable que m'inspira une conception tout à fait démesurée, je le fais dans l'intérêt des jeunes gens, qui apprendront, sur mon exemple, à vaincre l'imagination. Elle est notre plus cruelle ennemie. Tout savant qui n'a pas réussi à l'étouffer en lui est à jamais perdu pour l'érudition. Je frémis encore à la pensée des abîmes dans lesquels mon esprit aventureux allait me précipiter. J'étais à deux doigts de ce qu'on appelle l’histoire. Quelle chute ! J'allais tomber dans l'art. Car l'histoire n'est qu'un art, ou tout au plus une fausse science. Qui ne sait aujourd'hui que les historiens ont précédé les archéologues, comme les astrologues ont précédé les astronomes, comme les alchimistes ont précédé les chimistes, comme les singes ont précédé les hommes ? Dieu merci ! j'en fus quitte pour la peur. »

— Anatole France
France utilise plusieurs types d’ironie : il peut s’agir de faire parler naïvement des personnages en sorte que le lecteur en saisisse le ridicule ou bien d'exprimer avec loquacité l’antithèse de ce que l’auteur pense, en faisant sentir l’ineptie des propos tenus. Le premier genre d’humour est le plus léger et imprègne tout particulièrement L’Île des Pingouins, qualifiée de « chronique bouffonne de la France » par Marie-Claire Bancquart.
La seconde sorte d’humour se manifeste surtout par une ironie noire qu’illustre par exemple le conte Crainquebille, histoire d’une injustice sociale ; France fait ainsi dire à un personnage qui analyse le verdict inique prononcé par un juge :

« Ce dont il faut louer le président Bourriche, lui dit-il, c’est d’avoir su se défendre des vaines curiosités de l’esprit et se garder de cet orgueil intellectuel qui veut tout connaître. En opposant l’une à l’autre les dépositions contradictoires de l’agent Matra et du docteur David Matthieu, le juge serait entré dans une voie où l’on ne rencontre que le doute et l’incertitude. La méthode qui consiste à examiner les faits selon les règles de la critique est inconciliable avec la bonne administration de la justice. Si le magistrat avait l’imprudence de suivre cette méthode, ses jugements dépendraient de sa sagacité personnelle, qui le plus souvent est petite, et de l’infirmité humaine, qui est constante. Quelle en serait l’autorité ? On ne peut nier que la méthode historique est tout à fait impropre à lui procurer les certitudes dont il a besoin. »

— Anatole France

### Résumé de ses œuvres

#### Le Crime de Sylvestre Bonnard
Sylvestre Bonnard, membre de l’Institut, est un historien et un philologue, doté d’une érudition non dénuée d’ironie : « Savoir n’est rien – dit-il un jour – imaginer est tout. »
Il vit au milieu des livres, la cité des livres, mais se lance à la recherche, en Sicile et à Paris, du précieux manuscrit de La Légende dorée qu’il finit un jour par obtenir. Le hasard lui fait rencontrer la petite fille d’une femme qu’il a jadis aimée et, pour protéger l’enfant d’un tuteur abusif, il l’enlève. La jeune fille épousera par la suite un élève de M. Bonnard.
Ce roman, qui fut jugé spirituel, généreux et tendre, fit connaître Anatole France.

#### Histoire contemporaine
À partir de 1895, France commença à écrire des chroniques pour L'Écho de Paris, sous le titre de Nouvelles ecclésiastiques. Ces textes formeront le début de Histoire contemporaine.
Autour d’un enseignant à l’université de Tourcoing, une tétralogie satirique de la société française sous la Troisième république, du boulangisme au début du XXe siècle.

#### Les dieux ont soif
Les dieux ont soif est un roman paru en 1912, décrivant les années de la Terreur à Paris, entre l’an I et l'an II. Sur fond d’époque révolutionnaire, France, qui pensait d’abord écrire un livre sur l’inquisition, développe ses opinions sur la cruauté de la nature humaine et sur la dégénérescence des idéaux de lendemains meilleurs.

#### La Révolte des anges
La Révolte des anges adopte un mode fantastique pour aborder un certain nombre de thèmes chers à Anatole France : la critique de l'Église catholique, de l'armée, et la complicité de ces deux institutions. L'ironie est souvent mordante et toujours efficace. L'histoire est simple : des anges rebellés contre Dieu descendent sur terre, à Paris précisément, pour préparer un coup d'État (si l'on peut dire) qui rétablira sur le trône du ciel celui que l'on nomme parfois le diable, mais qui est l'ange de lumière, le symbole de la connaissance libératrice... Les tribulations des anges dans le Paris de la IIIe République sont l'occasion d'une critique sociale féroce. Finalement, Lucifer renoncera à détrôner Dieu, car ainsi Lucifer deviendrait Dieu, et perdrait son influence sur la pensée libérée...

## Influence et postérité

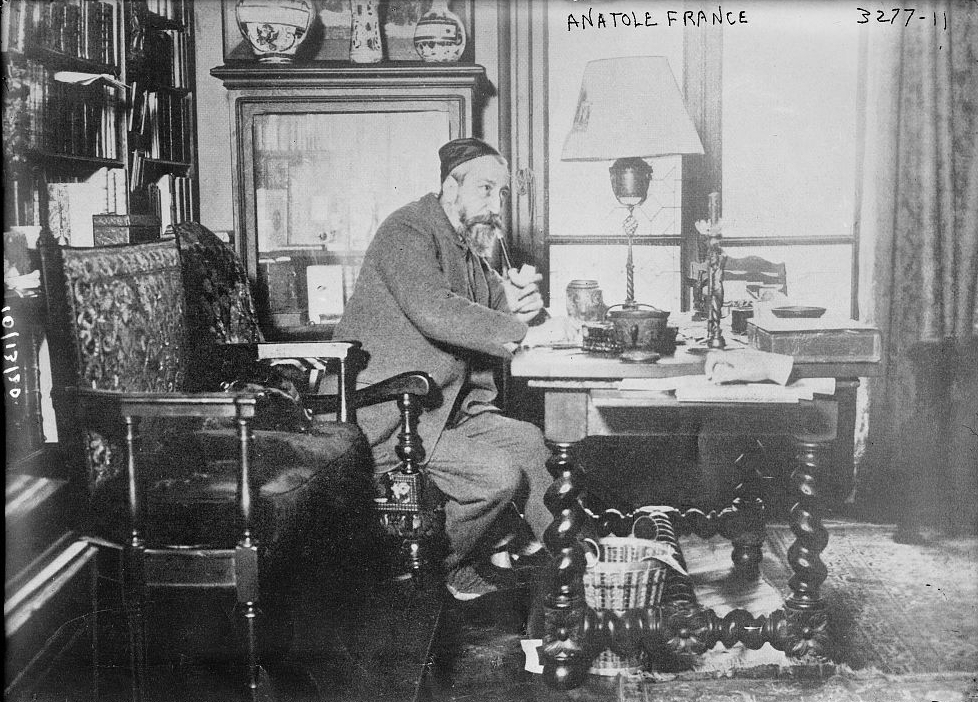
Anatole France au travail.

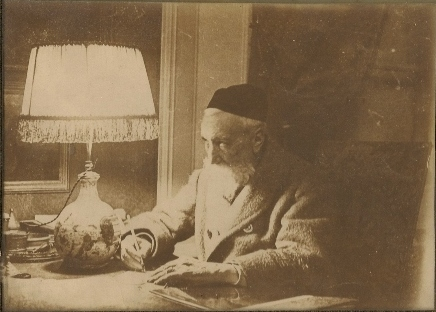
Anatole France, mai 1923.

Anatole France a été considéré comme une autorité morale et littéraire de premier ordre. Il a été reconnu et apprécié par des écrivains et des personnalités comme Marcel Proust — il est l'un des modèles ayant inspiré Proust pour créer le personnage de l'écrivain Bergotte dans À la recherche du temps perdu —, Marcel Schwob et Léon Blum. On le retrouve a contrario dans Sous le soleil de Satan, croqué à charge par Georges Bernanos dans le personnage de l'académicien Antoine Saint-Marin. Il était lu et exerçait une influence sur les écrivains qui refusaient le naturalisme, comme l’écrivain japonais Jun'ichirō Tanizaki, il fut la référence pour Roger Peyrefitte.
Ses œuvres sont publiées aux éditions Calmann-Lévy de 1925 à 1935. Anatole France est également, de son vivant et, quelque temps après sa mort, l'objet de nombreuses études.
Mais après sa mort, il est la cible d'un pamphlet des surréalistes, Un cadavre, auquel participent André Breton, Drieu La Rochelle ou Aragon, auteur du texte : « Avez vous déjà giflé un mort ? » dans lequel il écrit : « Je tiens tout admirateur d'Anatole France pour un être dégradé. » Pour lui, Anatole France est un « exécrable histrion de l’esprit », représentant de « l’ignominie française ». André Gide le juge un écrivain « sans inquiétude » qu'« on épuise du premier coup ».
La réputation de France devient ainsi celle d’un écrivain officiel au style classique et superficiel, auteur raisonnable et conciliant, complaisant et satisfait, voire niais, toutes qualités médiocres que semble incarner le personnage de M. Bergeret. Mais nombre de spécialistes de l’œuvre de France considèrent que ces jugements sont excessifs et injustes, ou qu’ils sont même le fruit de l’ignorance, car ils en négligent les éléments magiques, déraisonnables, bouffons, noirs ou païens. Pour eux, l’œuvre de France a souffert et souffre encore d’une image fallacieuse.
D'ailleurs M. Bergeret est tout le contraire d'un conformiste. On lui reproche toujours de ne rien faire comme tout le monde, il soumet tout à l'esprit d'examen, s'oppose fermement, malgré sa timidité, aux notables de province au milieu desquels il vit, il est l'un des deux seuls dreyfusistes de sa petite ville…
L'ensemble de l'Histoire contemporaine est, à travers un rappel du scandale inouï que fut l'affaire Dreyfus, un réquisitoire accablant contre la bourgeoisie cléricale, patriote, antisémite et monarchiste, dont beaucoup d'analyses restent applicables à l'époque actuelle. La modération apparente du ton, le classicisme du style qui se plaît souvent aux archaïsmes parodiques, a pu tromper des lecteurs habitués à plus de vociférations, et l'on peut même imaginer que certains détracteurs se soient sentis concernés par les sarcasmes dirigés contre l'extrême-droite et ceux qui réclamaient « la France aux Français » (Jean Coq et Jean Mouton au chapitre XX de M. Bergeret à Paris).
Reflétant cet oubli relatif et cette méconnaissance, les études franciennes sont aujourd’hui rares et ses œuvres, hormis parfois les plus connues, sont peu éditées.

## Œuvres
- Catalogue des œuvres d’Anatole France

Les œuvres d'Anatole France ont fait l'objet d'éditions d'ensemble :
- Œuvres complètes, Paris: Calmann-Lévy, 1925-1935
- Marie-Claire Bancquart (éd.), Anatole France Œuvres (4 vol.), Gallimard, coll. « La Pléiade », 1984-1994  (ISBN 2-07-011063-X, 2-07-011125-3, 2-07-011211-X et 2-07-011361-2)

### Poésies
- Les Poèmes dorés, 1873
- Les Noces corinthiennes, 1876. Drame antique en vers
- Idylles et légendes, 1904

### Romans et nouvelles
- Jocaste et le Chat maigre, 1879
- Le Crime de Sylvestre Bonnard, membre de l’Institut, 1881. Prix Montyon de l’Académie française
- Les Désirs de Jean Servien, 1882
- Abeille, conte, 1883
- Balthasar, 1889[47]. Premier recueil de nouvelles publié par Anatole France
- Thaïs, 1890[48],[49] ; réédité en 1923 avec la mention « Nouvelle édition revue et corrigée par l'auteur ». Cet ouvrage a fourni l’argument à l'opéra Thaïs de Jules Massenet
- L'Étui de nacre, 1892, recueil de contes ; réédité en 1923 avec la mention « Édition revue et corrigée par l'auteur »
- La Rôtisserie de la reine Pédauque, 1892
- Les Opinions de M. Jérôme Coignard, recueillies par Jacques Tournebroche, 1893
- Le Lys rouge, 1894
- Le Puits de sainte Claire, 1895
- Histoire contemporaine en quatre parties :
  - 1. L'Orme du mail, Calmann-Lévy, 1897 ; réédité en 1924 avec la mention « Édition revue et corrigée par l'auteur »
  - 2. Le Mannequin d'osier, Calmann-Lévy, 1897 ; réédité en 1924 avec la mention « Édition revue et corrigée par l'auteur »
  - 3. L'Anneau d'améthyste, Calmann-Lévy, 1899
  - 4. Monsieur Bergeret à Paris, Calmann-Lévy, 1901[50]

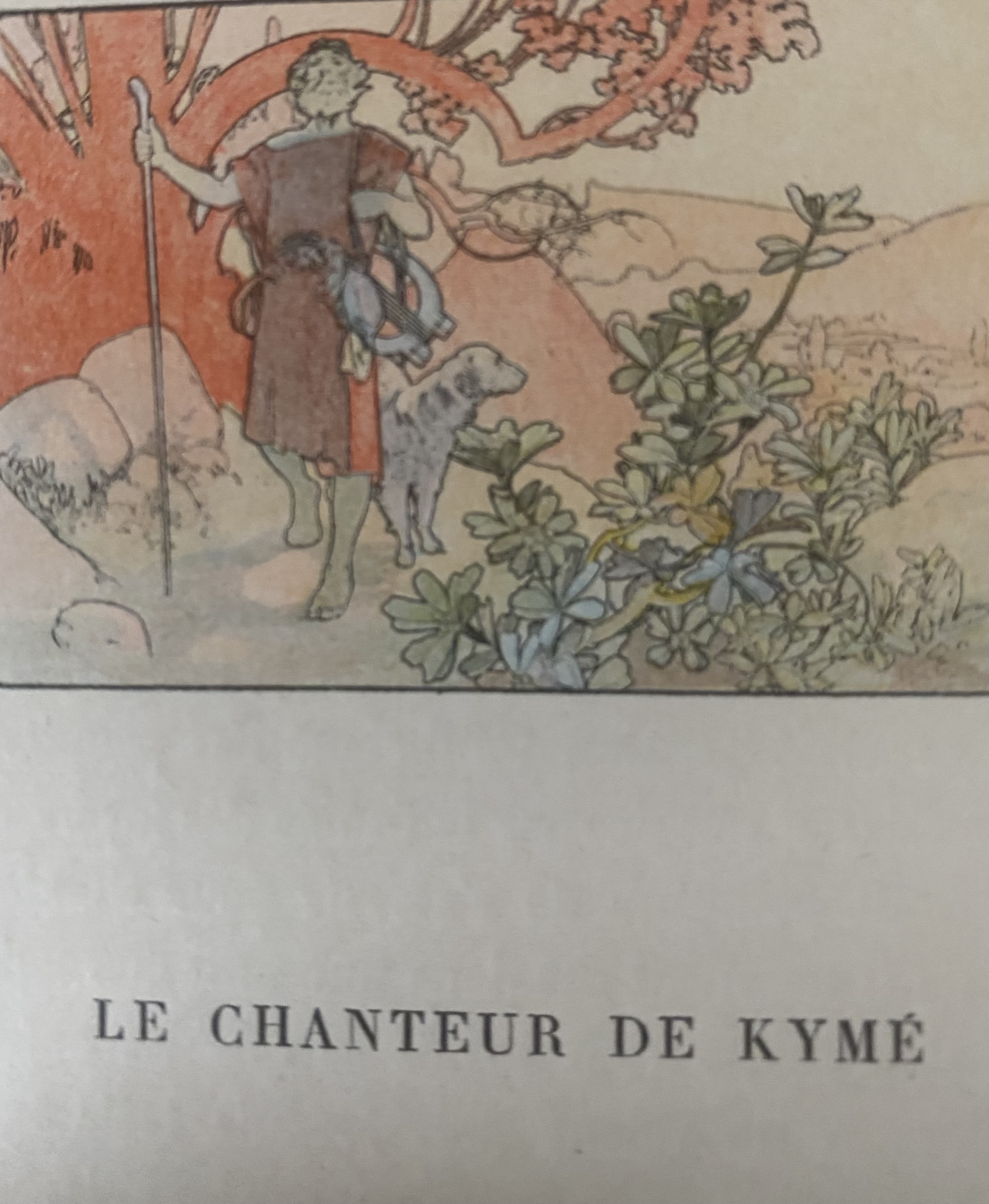
Illustration de Mucha pour Clio d'Anatole France, 1900.

- Clio, 1899 ; réédition sous le titre Sous l'invocation de Clio, 1921[51]
- L'Affaire Crainquebille, 1901 ; réédité sous le titre Crainquebille à partir de 1904
- Le Procurateur de Judée, 1902
- Histoire comique, 1903
- Crainquebille, Putois, Riquet et plusieurs autres récits profitables, 1904
- Sur la pierre blanche, 1905[n 5],[49]
- L'Île des Pingouins, 1908[52],[53]
- Les Contes de Jacques Tournebroche, 1908
- Les Sept Femmes de la Barbe-Bleue et autres contes merveilleux, 1909
- Les dieux ont soif, Calmann-Lévy, 1912
- La Révolte des anges, 1914

### Souvenirs
- Le Livre de mon ami, 1885. Réédition illustrée par Fernand Siméon aux Editions G. Grès et Cie en 1921.
- Pierre Nozière, 1899
- Le Petit Pierre, 1918, Calmann-Lévy, Paris.
- La Vie en fleur, 1922

### Théâtre
- Au petit bonheur, 1898. Pièce en un acte
- Crainquebille, 1903
- La Comédie de celui qui épousa une femme muette[54], 1908. Pièce en deux actes
- Le Mannequin d'osier, 1897. Comédie adaptée du roman homonyme (première représentation le 22 mars 1904);

### Histoire
- L'Église et la République, Éditions d'art Edouard Pelletan, Paris, 1904
- Vie de Jeanne d'Arc, 1908

### Critique littéraire
- Alfred de Vigny, 1868
- Le Château de Vaux-le-Vicomte, 1888. Préface de Jean Cordey. Rééditions : Calmann- Lévy, 1933[55] ; Presses du Village, 1987 ; archives pers.[réf. nécessaire])
- Le Génie latin, 1913. Recueil de préfaces
- Rabelais ou L’esprit français, 1928.
- La Vie littéraire, Paris, Calmann-Lévy, 1933. La préface de la "quatrième série" est datée de mai 1892

### Critique sociale
- Opinions sociales, 1902
- Le Parti noir, 1903

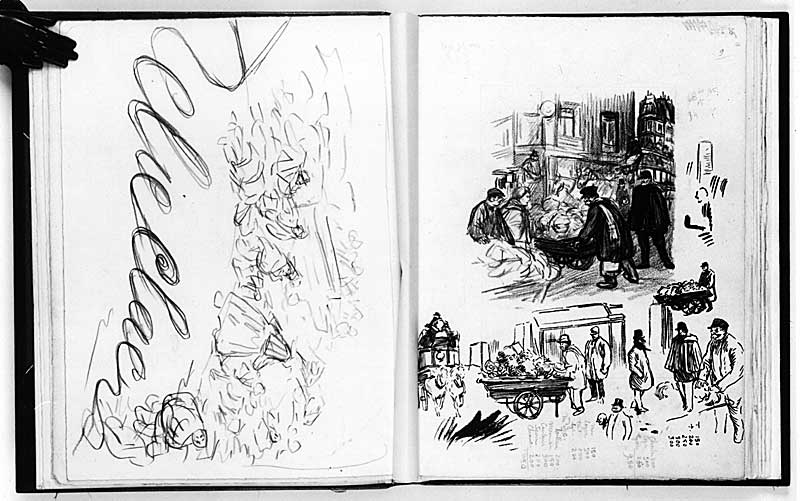
Crainquebille par Steinlen.

- Vers les temps meilleurs, 1906. Recueil de discours et lettres en 3 tomes ; 3 portraits par Auguste Leroux
- Sur la voie glorieuse, 1915
- Trente Ans de vie sociale en quatre tomes :
  - I. 1897-1904, 1949, commentaires de Claude Aveline
  - II. 1905-1908, 1953, commentaires de Claude Aveline
  - III. 1909-1914, 1964, commentaires de Claude Aveline et Henriette Psichari
  - IV. 1915-1924, 1973, commentaires de Claude Aveline et Henriette Psichari ; seconde édition (1971)[56]
- « Préface » du livre de : Dr Oyon, Précis de l'affaire Dreyfus[57], Paris, Pages libres, 1903[58]

### Pensées diverses
- Le Jardin d'Épicure, 1894 ; réédité en 1921 avec la mention « Édition revue et corrigée par l'auteur »[59]

## Adaptations

### Théâtre
- Crainquebille

### Musique
- Thaïs de Jules Massenet
- Le Jongleur de Notre-Dame de Jules Massenet, inspiré d'une des nouvelles de L'Étui de Nacre ;
- Les Noces corinthiennes, opéra d'Henri Büsser.

### Filmographie
Des adaptations au cinéma d'œuvres d'Anatole France ont été réalisées dès son vivant.
Il apparaît aussi dans un documentaire de Sacha Guitry, Ceux de chez nous (1915).
Films
- 1914 : Thaïs de Constance Crawley et Arthur Maude ;
- 1920 : Le Lys Rouge de Charles Maudru ;
- 1922 : Crainquebille de Jacques Feyder, avec Françoise Rosay ;
- 1926 : Les dieux ont soif de Pierre Marodon.
- 1971 : El Cristo del océano  réalisé par Tito Fernández,  d'après Le Christ de l'océan

Téléfilms
- 1981 : Histoire contemporaine de Michel Boisrond, avec Claude Piéplu dans le rôle de Monsieur Bergeret (série de 4 téléfilms).

## Hommages

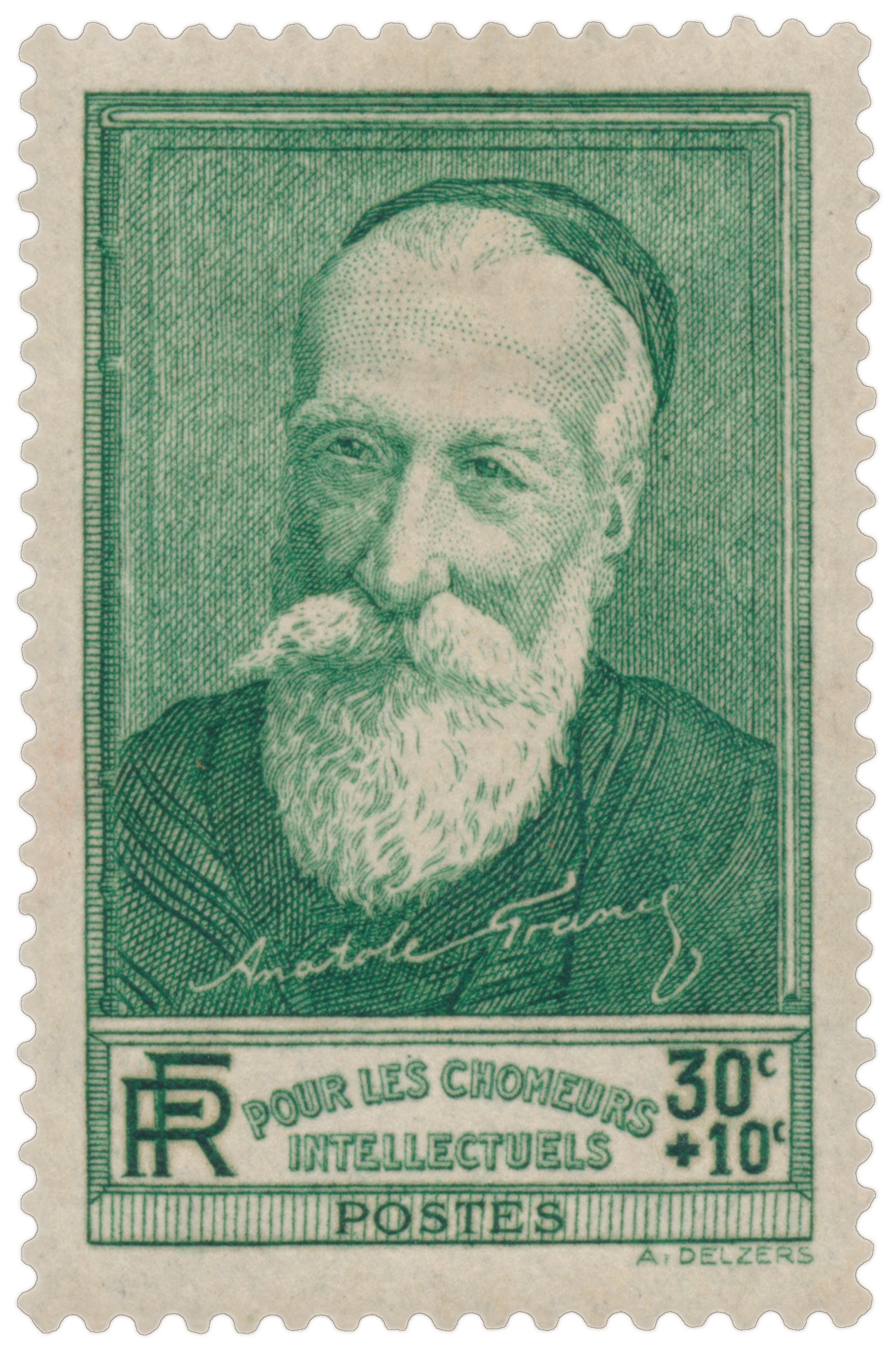
Anatole France (1844-1924).

- De nombreuses voies publiques et de nombreux transports publics portent le nom d'Anatole France, parmi lesquels une avenue et une station du métro de Paris, ainsi qu'une du métro de Rennes. En 2015, il est le vingt-neuvième personnage le plus célébré au fronton des 67 000 établissements publics français : pas moins de 177 écoles, collèges et lycées portent son nom, derrière Saint Joseph (880), Jules Ferry (642), Notre-Dame (546), Jacques Prévert (472), Jean Moulin (434)[61].
- En 1937, la Poste française émet un timbre-poste à son effigie[62].
- En 1981, un timbre à son effigie est émis en Suède (série des Prix Nobel)[63].

Deux portraits de lui dessinés et signés par Théophile Alexandre Steinlen, l'un daté de 1917, l'autre annoté « Saint-Cloud, janvier 1920 » figuraient sous les numéros 74 et 75 du catalogue de dessins et estampes du marchand Paul Prouté de 1985.
En 1920, Van Dongen réalisa un portrait de lui « en pied », qui appartenait en 1961 à la collection Roudinesco.
Dans Les Puissances des ténèbres (1980), le romancier britannique Anthony Burgess mentionne Anatole France et sa nouvelle « Le Miracle du grand saint Nicolas » comme source d'inspiration pour un opéra écrit par le narrateur Kenneth Marchal Toomey.
Une statue de lui assis devant une petite colonnade orne le parc de la préfecture d'Indre-et-Loire.

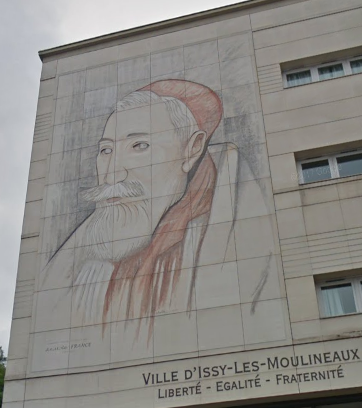
Façade de l'école élémentaire Anatole-France à Issy-les-Moulineaux.

Dans le cadre des 31e Journées européennes du patrimoine, la municipalité de Saint-Cyr-sur-Loire (Indre-et-Loire), l'association « Saint-Cyr ; hommes et patrimoine » et le conseil général d'Indre-et-Loire ont organisé ces manifestations :
- le 19 septembre 2014, installation du buste de France en 1919 par Antoine Bourdelle (cf. le bronze du musée d'Orsay reproduit sur cette page), exemplaire en pierre (?) inauguré en 1955 puis restauré, dans le parc du manoir de la Tour, espace à vocation littéraire qui honore les hommes de lettres illustres ayant séjourné dans la commune ;
- le 20 septembre 2014, évocation musicale de sa vie et de son œuvre avec musiques de Henri Büsser et de Massenet dans le parc de La Perraudière (mairie) ;
- du 20 au 28 septembre 2014, présentation dans la mairie de l'exposition « Anatole France, sa vie son œuvre et ses dix ans à Saint-Cyr-sur-Loire »[65].

L'un de ses textes faisait partie du corpus au baccalauréat de français en juin 2016. Une petite polémique se déclencha après les épreuves, au cours desquelles de nombreux candidats qui ne le connaissaient pas l'avaient parfois pris pour une femme.
- (11166) Anatolefrance, astéroïde.

## Citations

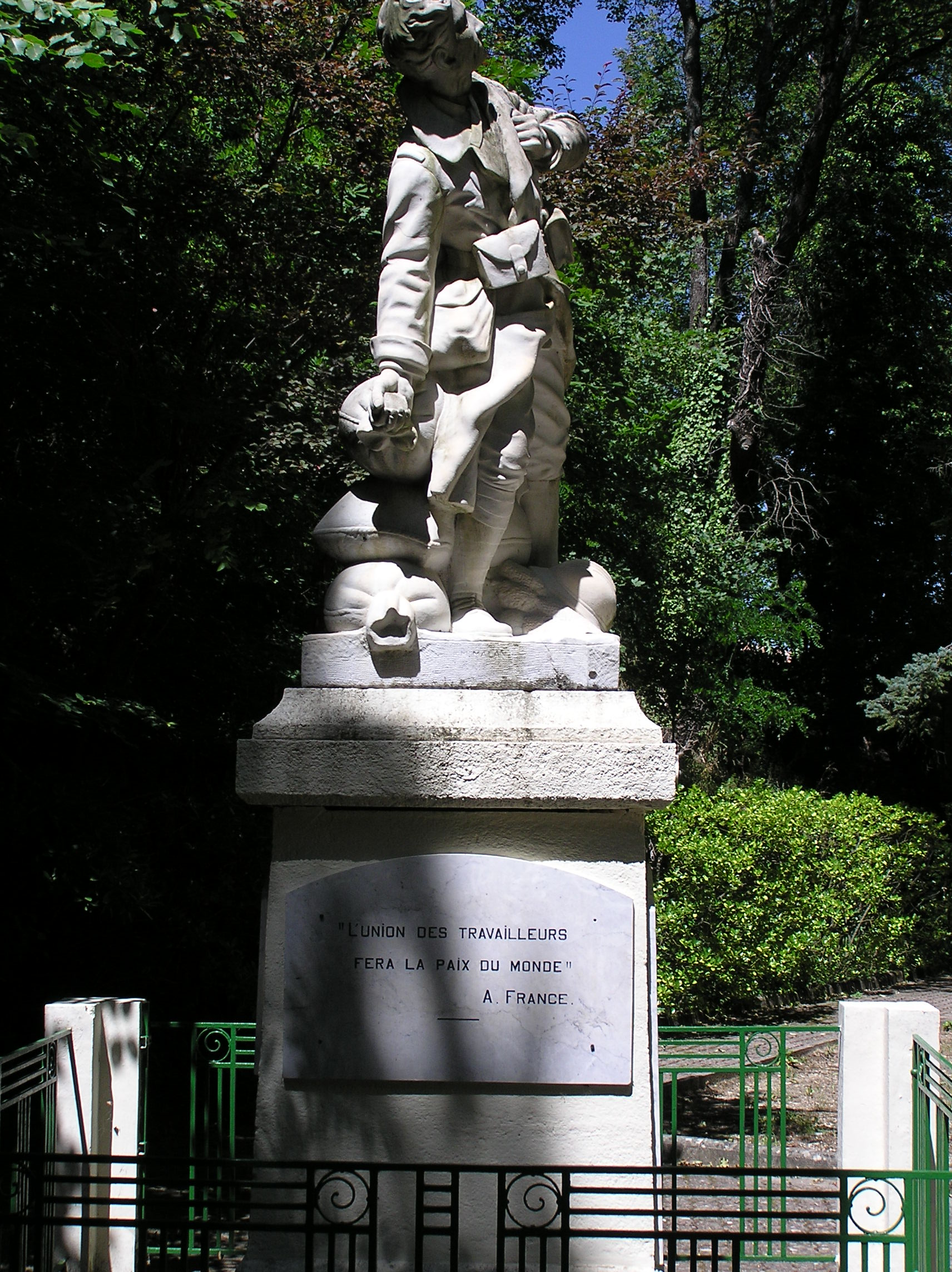
Monument aux morts de Mazaugues avec la phrase de Marx citée par Anatole France.

- «La loi, dans un grand souci d'égalité, interdit aux riches comme aux pauvres de coucher sous les ponts, de mendier dans les rues et de voler du pain.  »
- « La langue française est une femme. Et cette femme est si belle, si fière, si modeste, si hardie, touchante, voluptueuse, chaste, noble, familière, folle, sage, qu'on l'aime de toute son âme, et qu'on n'est jamais tenté de lui être infidèle. » (Les Matinées de la Villa Saïd, 1921)[67] ;
- « Ah ! c'est que les mots sont des images, c'est qu'un dictionnaire c'est l'univers par ordre alphabétique. À bien prendre les choses, le dictionnaire est le livre par excellence. » (La Vie littéraire)[68] ;
- « Je vais vous dire ce que me rappellent, tous les ans, le ciel agité de l'automne, les premiers dîners à la lampe et les feuilles qui jaunissent dans les arbres qui frissonnent ; je vais vous dire ce que je vois quand je traverse le Luxembourg dans les premiers jours d'octobre, alors qu'il est un peu triste et plus beau que jamais ; car c'est le temps où les feuilles tombent une à une sur les blanches épaules des statues. Ce que je vois alors dans ce jardin c'est un petit bonhomme qui, les mains dans les poches et sa gibecière au dos, s'en va au collège en sautillant comme un moineau... » (Le Livre de mon ami, chapitre X : « Les humanités »)[69] ;
- « Le lecteur n'aime pas à être surpris. Il ne cherche jamais dans l'histoire que les sottises qu'il sait déjà. Si vous essayez de l'instruire, vous ne ferez que l'humilier et le fâcher. Ne tentez pas l'éclairer, il criera que vous insultez à ses croyances (…) Un historien original est l'objet de la défiance, du mépris et du dégoût universel. » (L'Île des pingouins, préface) ;
- « De tous les vices qui peuvent perdre un homme d'État, la vertu est le plus funeste : elle pousse au crime. » (La Révolte des anges, chapitre XXI) ;
- « La guerre et le romantisme, fléaux effroyables ! Et quelle pitié de voir ces gens-ci nourrir un amour enfantin et furieux pour les fusils et les tambours ! » (La Révolte des Anges, chapitre XXII) ;
- « Je ne connais ni juifs ni chrétiens. Je ne connais que des hommes, et je ne fais de distinction entre eux que de ceux qui sont justes et de ceux qui sont injustes. Qu'ils soient juifs ou chrétiens, il est difficile aux riches d'être équitables. Mais quand les lois seront justes, les hommes seront justes. » (Monsieur Bergeret à Paris, chapitre VII) ;
- « L'union des travailleurs fera la paix dans le monde », cette citation, faussement attribuée à France (c'est une traduction de Marx), se trouve notamment sur le Monument aux morts pacifiste de Mazaugues dans le Var ;
- « On croit mourir pour la patrie ; on meurt pour des industriels » (« Lettre ouverte à Marcel Cachin », L'Humanité, 18 juillet 1922)[70] ; cité par Michel Corday dans sa biographie (1928);
- « Ma faiblesse m'est chère. Je tiens à mon imperfection comme à ma raison d'être. » (Le Jardin d'Épicure, 1894) ;
- « Monsieur Dubois demanda à Madame Nozière quel était le jour le plus funeste de l'histoire. Madame Nozière ne le savait pas. C'est, lui dit Monsieur Dubois, le jour de la bataille de Poitiers, quand, en 732, la science, l'art et la civilisation arabes reculèrent devant la barbarie franque. » (La Vie en Fleur, 1922)[71] ;
- « Bénissons les livres, si la vie peut couler au milieu d'eux en une longue et douce enfance ! » (La Vie littéraire, tome 1, préface)[72] ;
- « Mais parce que mes passions ne sont point de celles qui éclatent, dévastent et tuent, le vulgaire ne les voit pas. » (Le Crime de Sylvestre Bonnard, membre de l'Institut, 1881)[73].
- "C’était le seul homme de valeur à avoir accédé, durant la guerre, à un poste de haute responsabilité; mais on ne l’a pas écouté. Il a sincèrement voulu la paix et c’est la raison pour laquelle on n’eut pour lui que du mépris. On est ainsi passé à côté d’une splendide occasion". (lettre de 1917 à propos de Charles 1er de Habsbourg).